# Rue Mathurin-Régnier
Ne doit pas être confondu avec Rue Régnier.
La rue Mathurin-Régnier est une voie du 15e arrondissement de Paris, en France.

## Situation et accès
La rue Mathurin-Régnier est une voie publique située dans le 15e arrondissement de Paris. Elle débute au 235 bis, rue de Vaugirard et se termine en impasse.

## Origine du nom

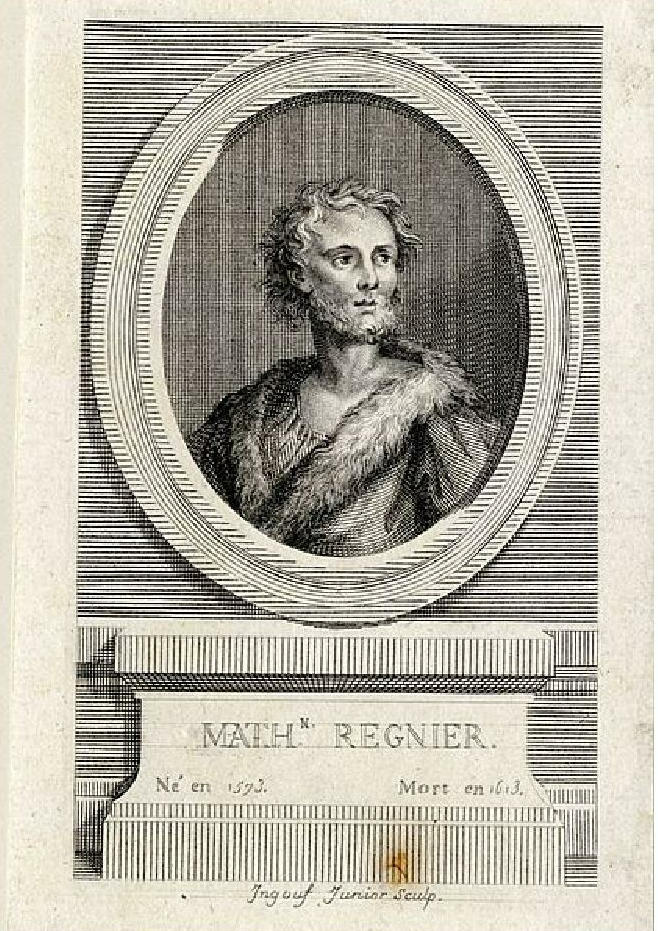
Le poète Mathurin Régnier.

Elle porte le nom du poète satirique français Mathurin Régnier (1573-1613).

## Historique
Cette rue classée depuis 1878 sous le nom de « rue Régnier » se terminait initialement rue Bargue et rue Platon. Elle porte sa dénomination actuelle depuis le 28 décembre 1894.
La partie située entre la villa La Fresnaye et la rue Bargue a été supprimée dans le cadre de l'aménagement de l'îlot Sablonnière en 1975.

## Bâtiments remarquables et lieux de mémoire
Le sculpteur Paul Cornet y est né.

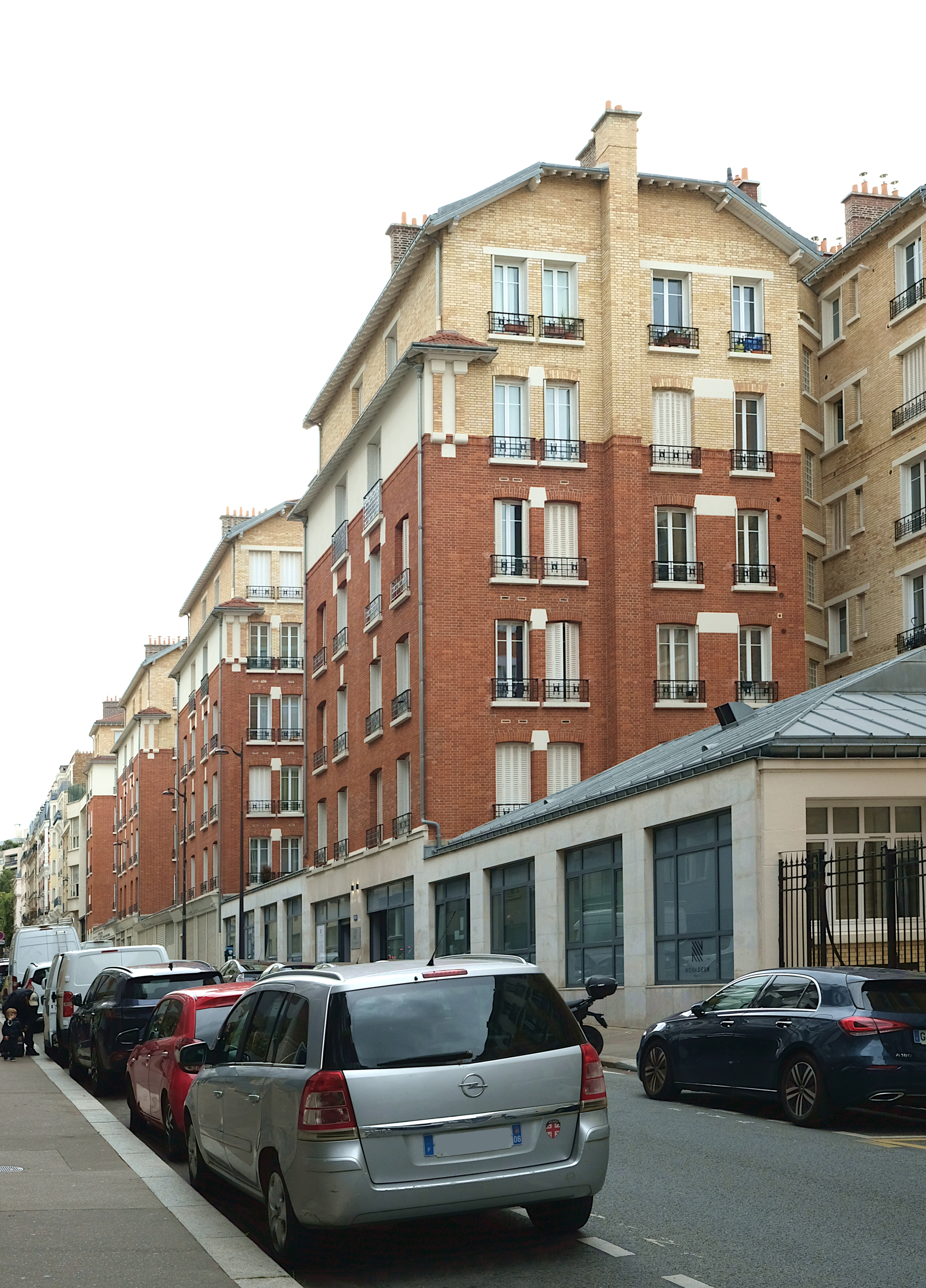
N°14 à 30.